# 半連続
解析学における半連続性（英: semi-continuity）とは、拡大実数値関数（値として ±∞ を取り得る）に対して定義される「連続性」よりも弱い性質である。概略的に言うと、拡大実数値関数 f が点 x0 で上（下）半連続であるとは、x0 の十分近くで函数の値が f(x0) に近いかもしくは f(x0) よりも小さい（大きい）ことを言う。

## 例

上半連続な関数。青で塗り潰した点がf(x_{0})。

x < 0 において f(x) = –1、x ≥ 0 において f(x) = 1 と区分的に定義された関数fを考える。この関数はx0 = 0において上半連続であるが、下半連続ではない。

下半連続な関数。青で塗り潰した点がf(x_{0})。

閉集合の指示関数が上半連続である一方、開集合の指示関数は下半連続である。与えられた実数xに対し、それ以下の最大の整数を返す床関数 {\displaystyle f(x):=\lfloor x\rfloor } は、全ての点において上半連続である。同様に、天井関数 {\displaystyle f(x):=\lceil x\rceil } は下半連続である。
関数は、左連続と右連続のいずれでもなくても、上または下半連続でありうる。例えば、関数
{\displaystyle f(x):={\begin{cases}1,&x<1,\\2,&x=1,\\1/2,&x>1\end{cases}}}
はx = 1では左連続でも右連続でもないが、上半連続である。左からの極限は1、右からの極限は1/2であり、いずれも関数値の2とは異っている。同様に、関数
{\displaystyle f(x):={\begin{cases}\sin(1/x),&x\neq 0,\\1,&x=0\end{cases}}}
はx = 0において、左右からの極限値は存在すらしていないが、上半連続である。

## 厳密な定義
Xを位相空間、x0 を X 上の点とし、f: X → R ∪ {−∞, +∞} は拡大実数値関数とする。任意の ε >0 に対してx0 の近傍 U が存在し、U に属するどの x に対しても f(x) ≤ f(x0) + ε となるとき、あるいは同じことだが、
{\displaystyle \limsup _{x\to x_{0}}f(x)\leq f(x_{0})}
となるとき、f は x0 で上半連続であると言う。ここで lim sup は（x0 における関数 f の）上極限である。
函数 f が上半連続函数であるとは、それが定義域の全ての点において上半連続であることをいう。函数 f が上半連続函数となるための必要十分条件は、集合 {x ∈ X : f(x) < α} がいずれの α ∈ R についても開集合となることである。
同様に、函数 f が点 x0 において下半連続であるとは、任意の ε > 0 に対し、x0 の近傍 U で U の各点 x において f(x) ≥ f(x0) − ε となるようなものが存在すること、あるいは同じことだが、 
{\displaystyle \liminf _{x\to x_{0}}f(x)\geq f(x_{0})}
が成立することをいう。ここで lim inf は（点 x0 における函数 f の）下極限である。 
函数 f が下半連続函数であるとは、それがその定義域の全ての点で下半連続となるときにいう。函数 f が下半連続函数となるのは、任意の α ∈ R に対して {x ∈ X : f(x) > α} が開集合となるときであり、かつそのときに限る。

## 性質
関数は x0 において上半連続かつ下半連続であるとき、その点において連続であり、かつ連続となるのはそのときに限る。従って、半連続性を連続性の証明に利用できる。
2つの実数値関数 f と g が共に x0 で上半連続ならば、f + g もまた上半連続である。もしどちらの関数も非負であるなら、積関数 fg もまた x0 において上半連続である。
上半連続関数ｆに対し、−ｆは下半連続関数となる。また、正の上半連続関数ｆに対し、１/ｆは下半連続関数となる。
C がコンパクト空間（例えば有界閉区間 [a, b]）で、f: C → [−∞, ∞) が上半連続ならば、f は C 上で最大値をとる。(−∞, ∞]-値下半連続関数と最小値についても同様のことが言える（証明は最大値最小値定理を参照）。
空でない集合 I で添字付けられた函数の族 fi: X → [−∞, ∞] が全ての添字 i について下半連続関数であり、f が fi たちの点ごとの上限、すなわち
{\displaystyle f(x)=\sup _{i\in I}f_{i}(x),\qquad x\in X}
で定義されるものとするとき、fは下半連続である。全ての fi が連続であったとしても、f は必ずしも連続ではない。実際に、一様空間（例えば距離空間）における全ての下半連続関数は連続函数列の上限として現れる。
あらゆる開集合の指示関数は下半連続である。閉集合の指示関数は上半連続である。
関数 f: Rn → R は、そのエピグラフ（グラフ上、またはグラフより上の点の集合）が閉集合である時にのみ下半連続となる。
位相空間 X について、関数 f: X → R が下半連続函数となることと、f が R 上のスコット位相 に関して連続であることとは同値である。